# Impronta del Buddha

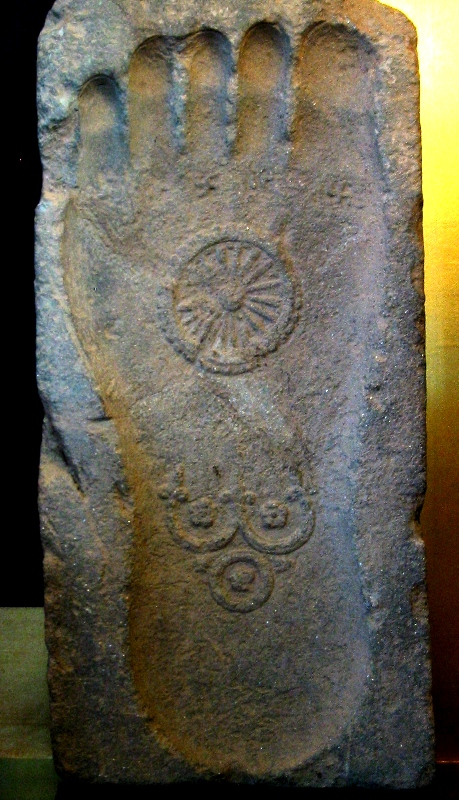
Impronta del Buddha con Dharmacakra e Triratna, I secolo, Gandhāra.

Buddhapada, Legno di teak decorato con madreperla e vetro. Arte Lanna, fine XV - inizi XVI secolo. Wat Phra Singh Woramahaviharn.

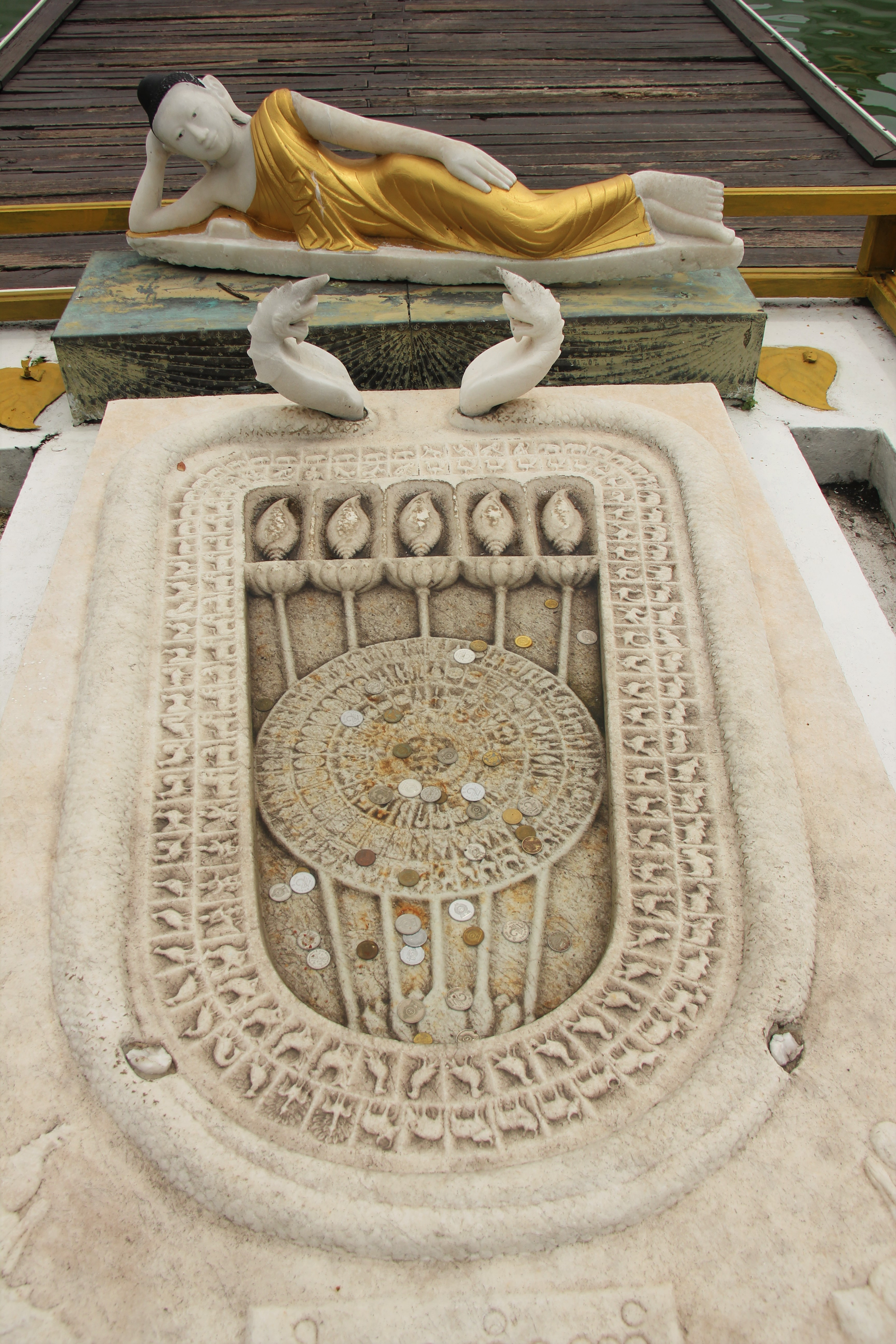
Impronta del Buddha all'ingresso del tempio Seema Malaka.

L'impronta del Buddha è un'impronta del piede o di entrambi i piedi di Gautama Buddha. Ci sono due forme: naturali, come si trovano nella pietra o nella roccia, e quelle fatte artificialmente. Molte di quelle "naturali" sono riconosciute non essere autentiche impronte del Buddha, ma piuttosto repliche o rappresentazioni di esse, che possono essere considerate cetiya (reliquie buddiste) e anche una prima rappresentazione aniconica e simbolica del Buddha.

## Simbolismo
Le impronte di Buddha sono sul percorso da aniconico a iconico che inizia da simboli come la ruota e si sposta verso le statue di Buddha. Le sue impronte hanno lo scopo di ricordarci che Buddha era presente sulla terra e ha lasciato un percorso spirituale da seguire. Sono speciali in quanto sono gli unici artefatti che danno a Buddha una presenza fisica sulla terra in quanto sono vere depressioni nella terra. Una depressione in cima allo Sri Padaya in Sri Lanka è tra le impronte più grandi e famose.
Le impronte del Buddha abbondano in tutta l'Asia, risalenti a vari periodi. L'autore giapponese Motoji Niwa (丹羽基二?, Niwa Motoji), che ha trascorso anni a rintracciare le impronte in molti paesi asiatici, stima di aver trovato più di 3.000 di tali impronte, di cui circa 300 in Giappone e più di 1.000 in Sri Lanka. Spesso portano segni distintivi, come un Dharmachakra al centro della suola, o i 32, 108 o 132 segni di buon auspicio del Buddha, incisi o dipinti sulla suola.
La leggenda buddista sostiene che durante la sua vita il Buddha volò in Sri Lanka e lasciò la sua impronta sullo Sri Padaya per indicare l'importanza dello Sri Lanka come perpetuatore dei suoi insegnamenti, e lasciò anche impronte in tutte le terre in cui i suoi insegnamenti sarebbero stati riconosciuti. In Thailandia, la più importante di queste impronte "naturali" incastonate nella roccia si trova a Phra Phutthabat nella Thailandia centrale. In Cina, durante la dinastia Tang, la scoperta di una grande impronta del Buddha a Chengzhou indusse l'imperatrice Wu Zetian a inaugurare un nuovo nome di regno in quell'anno, 701, dando inizio all'era Dazu (grande piede).
L'impronta come oggetto scultoreo ha una lunga storia che deriva dai primi esemplari realizzati in India. Queste vennero realizzate durante la fase pre-greco-buddista dell'arte buddista a Sanchi, Bharhut e in altri luoghi in India, insieme all'albero-Bo e al Dharmachakra. Più tardi, la tradizione della creazione di impronte divenne prominente in Sri Lanka, Cambogia, Birmania e Thailandia.

## Storia

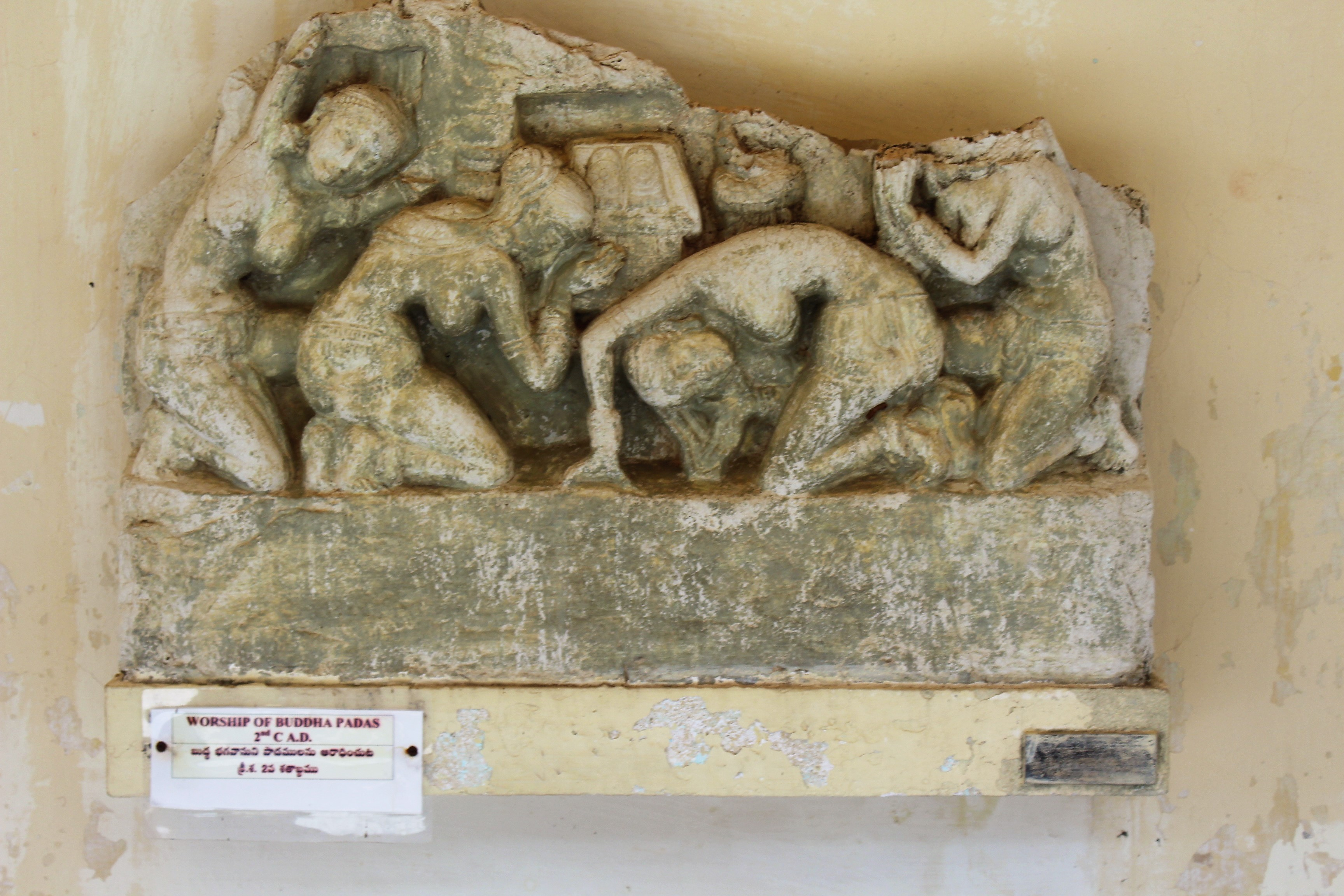
Una rappresentazione in pietra dell'antico culto del Buddha Pada

La venerazione dei piedi dei guru o delle divinità era comune nell'antica India, ponendo la testa ai loro piedi o sotto i loro piedi come gesto rituale che indicava una gerarchia. Come cetiya, l'impronta del Buddha è stata classificata in vari modi. Alcune erano uddesika, reliquie rappresentative, e altre paribhogika, reliquie d'uso o di contatto, e occasionalmente saririka, come se non fossero solo impronte ma i piedi reali del Buddha. Alcune delle raffigurazioni delle impronte possono significare eventi nella vita del Buddha, ma altre potrebbero essere state raffigurazioni di persone che le adoravano nei santuari.
Per chiarire: un'impronta del Buddha è un'immagine concava del suo piede (o dei suoi piedi), che si suppone sia stata lasciata da lui sulla terra per segnare intenzionalmente il suo passaggio su un punto particolare. Le immagini dei piedi del Buddha sono immagini convesse che rappresentano le piante dei suoi piedi, con tutte le loro caratteristiche. Seguendo la tradizionale tripla divisione del cetiya, si può ipotizzare che la prima forma dell'immagine dei piedi del Buddha, quella concava, sia una sorta di elemento pāribhogika, poiché è indissolubilmente connessa con il Tathāgata stesso. La seconda può essere considerata come un elemento uddissaka, poiché è stata creata da un artista devoto (o artisti) per commemorare il Buddha, prendendo come modello un'impronta genuina. Ma si può pensare anche a questo secondo gruppo come a un "pāribhogika per supposizione", come nota Chutiwongs. Secondo lo studioso francese Paul Mus, le impronte erano il tipo di oggetti magici che "consente di agire a distanza sulle persone ad esso legate".